# Tàu điện ngầm Busan tuyến 4
Tàu điện ngầm Busan tuyến số 4 (4호선) là một tuyến tàu điện ngầm lớp xe thuộc mạng lưới Tàu điện ngầm Busan nó nối một phần của Gijang-gun, Busan, và Haeundae-gu, Busan, vào Dongnae-gu, Busan Hàn Quốc. Nó được quản lý bởi Tổng công ty vận chuyển Busan. Mở cửa vào 30 tháng 3 năm 2011, tuyến là một hệ thống vận chuyển nhanh bap gồm 14 nhà ga - 8 dưới lòng đất, 1 trên mặt đất, và 5 trên cao. Tuyến này có màu xanh dương. Toàn bộ chuyến đi mất khoảng 24 phút. Không giống tuyến 1 đến 3 của tàu điện ngầm Busan tàu không có người lái và chạy bằng lốp khí nén trên đường ray bê tông.

## Tuyến 3 và 4
Trong khi Tàu điện ngầm Busan tuyến 3 đã được lên kế hoạch, các nhà lên hoạch đã nghĩ về việc làm những gì cho tàu điện ngầm Busan tuyến 4 và giai đoạn 2 của Tàu điện ngầm Busan tuyến 3. Tuy nhiên, vì nhiều lý do, họ đã làm giai đoạn 2 vào một tuyến mới gọi là Tàu điện ngầm Busan tuyến 4.

## Khảo cổ học
So sánh với Tuyến 3, tuyến 4 mất một thời gian dài để xây dựng. Đã có một vài lý do cho vấn đề trên; tuy nhiên điều quan trọng là họ đã tìm thấy một số hiện vật trong suốt quá trình xây dựng tuyến, trong khoảng thời gian từ thời Tam Quốc và Nhà Triều Tiên. Một số hiện vật mang giá trị lịch sử cao, vì vậy họ cho rằng ngày hoàn thành tuyến bị trì hoãn so với dự kiến ban đầu vào năm 2008. Một vài hiện vật được trưng bày bên trong bảo tàng cổ học dành riêng cho sự kiện này tại ga Suan (bảo tàng mở cửa vào 28 tháng 1 năm 2011).

## Nhà thầu đầu tàu
Woojin Industrial system Co., Ltd., cung cấp tàu lốp cao su đô thị cho tuyến 4.

## Bản đồ tuyến
|  |  |  |  |  |

|  |

|  |  |  |

|  |  |  |  |  |

|  |

|  |  |  |  |  |

|  |  |  |

|  |  |  |

|  |  |  |

|  |  |  |

|  |  |  |  |  |

|  |

|  |

|  |

|  |

|  |

|  |

|  |

|  |

|  |

|  |

|  |  |  |

|  |  |  |  |  |

|  |

|  |  |  |

|  |  |  |  |  |

|  |

|  |  |  |  |  |

|  |  |  |

|  |  |  |

|  |  |  |

|  |  |  |

|  |  |  |  |  |

|  |

|  |

|  |

|  |

|  |

|  |

|  |

|  |

|  |

|  |

|  |  |  |

## Ga
| Số ga | Tên ga                                                                       | Tên ga                        | Tên ga         | Tên ga         | Chuyển tuyến | Khoảng cách | Tổng khoảng cách | Vị trí | Vị trí       |
| Số ga | Tiếng Anh                                                                    | Hangul                        | Hanja          | Tiếng Nhật     | Chuyển tuyến | Khoảng cách | Tổng khoảng cách | Vị trí | Vị trí       |
| ----- | ---------------------------------------------------------------------------- | ----------------------------- | -------------- | -------------- | ------------ | ----------- | ---------------- | ------ | ------------ |
| 401   | Minam                                                                        | 미남                          | 美南           | 美南           | (309)        | ---         | 0.0              | Busan  | Dongnae-gu   |
| 402   | Dongnae                                                                      | 동래                          | 东莱           | 東萊           | (131)        | 1.0         | 1.0              | Busan  | Dongnae-gu   |
| 403   | Suan (Bảo tàng Lịch sử Chiến tranh Dongrae-eup Seongimjin·Bệnh viện Himchan) | 수안 (동래읍성임진왜란역사관) | 寿安           | 寿安           |              | 0.7         | 1.7              | Busan  | Dongnae-gu   |
| 404   | Nakmin                                                                       | 낙민                          | 乐民           | 楽民           |              | 0.6         | 2.3              | Busan  | Dongnae-gu   |
| 405   | Chungnyeolsa (Allak)                                                         | 충렬사 (안락)                 | 忠烈祠         | 忠烈祠         |              | 0.6         | 2.9              | Busan  | Dongnae-gu   |
| 406   | Myeongjang                                                                   | 명장                          | 鸣藏           | 鳴蔵           |              | 0.6         | 3.5              | Busan  | Dongnae-gu   |
| 407   | Seodong                                                                      | 서동                          | 书洞           | 書洞           |              | 0.9         | 4.4              | Busan  | Geumjeong-gu |
| 408   | Geumsa                                                                       | 금사                          | 锦丝           | 錦糸           |              | 0.6         | 5.0              | Busan  | Geumjeong-gu |
| 409   | Chợ nông sản Banyeo                                                          | 반여농산물시장                | 盘如农产品市场 | 盤如農産物市場 |              | 0.7         | 5.7              | Busan  | Haeundae-gu  |
| 410   | Seokdae                                                                      | 석대                          | 石坮           | 石坮           |              | 1.1         | 6.8              | Busan  | Haeundae-gu  |
| 411   | Đại học Youngsan (Aeraebansong)                                              | 영산대(아랫반송)              | 灵山大学       | 霊山大学       |              | 1.2         | 8.0              | Busan  | Haeundae-gu  |
| 412   | Witbansong                                                                   | 윗반송                        | 上盤松         | 上盤松         |              | 1.3         | 9.3              | Busan  | Haeundae-gu  |
| 413   | Gochon                                                                       | 고촌                          | 古村           | 古村           |              | 0.6         | 9.9              | Busan  | Gijang-gu    |
| 414   | Anpyeong (Khu nhà ở Gochon)                                                  | 안평 (고촌주택단지)           | 安平           | 安平           |              | 0.9         | 10.8             | Busan  | Gijang-gu    |

## Liên kết
- Giới thiệu tàu điện ngầm Busan 4 (văn bản tiếng Hàn)